# Léon Goossens
Léon Goossens (Liverpool, 1897-1988) és un oboista anglès.
Va estudiar al Royal College of Music. El seu pare (Eugène Goossens), va ser violinista i director d'orquestra i les seves germanes Marie i Sidonie Goossens van ser arpistes.
Durant el principi i mitat del segle xx va ser el millor oboista del món. Va destacar pel seu so únic que cap oboista podia fer.
Goossens encarregà moltes obres per a oboè a compositors distingits com Sir Edward Elgar, Ralph Vaughan Williams i Rutland Boughton i col·laborà extensament amb un altre prominent solista com Yehudi Menuhin. Entre els seus alumnes destaca l'oboista Joyance Boughton, filla de Rutland Boughton i la famosa oboista anglesa Evelyn Rothwell.

## Carrera
Goossens va néixer a Liverpool, Lancashire, i va estudiar al Liverpool College of Music i al Royal College of Music. El seu pare era el violinista i director d'orquestra Eugène Goossens, el seu germà el director i compositor Eugène Goossens.
Durant la primera i mitja part del segle xx, va ser considerat entre els principals oboistes del món. Es va unir a la "Queen's Hall Orchestra" (dirigida per Henry Wood) als 15 anys i més tard (1932) va ser contractat per Sir Thomas Beecham per a la recent fundada London Philharmonic Orchestra, però també va gaudir d'una rica carrera en solitari i en música de cambra. Es va fer famós per un so agradable i únic que pocs altres oboistes podien igualar. Els oboistes del passat s'havien acostumat a dividir entre l'escola francesa (elegant però prima i de to canya) i l'alemanya (plena i arrodonida però més aviat maldestra, amb poc o gens de vibrato), però Goossens reunia les millors qualitats d'ambdós estils.
Goossens va encarregar una sèrie d'obres per a l'oboè a compositors tan distingits com Sir Edward Elgar, Ralph Vaughan Williams i Rutland Boughton i va col·laborar àmpliament amb altres solistes destacats com Yehudi Menuhin. Entre els seus nombrosos alumnes hi havia els oboistes Evelyn Barbirolli, Joy Boughton, filla de Rutland Boughton i Peter Graeme, oboísta del "Melos Ensemble".
Va ser nomenat Comandant de l'Ordre de l'Imperi Britànic (CBE) el 1950 i va ser membre del Royal College of Music el 1962.

## Obres encarregades i dedicades a Léon Goossens
- Concert en La menor per a oboè i cordes, de Ralph Vaughan Williams
- Concert per a oboè i cordes núm. 2 en Sol, de Rutland Boughton
- Phantasy Quartet per oboè i cordes, de Benjamin Britten
- Concert, op. 45, d'Eugène Goossens
- Concert per a oboè i cordes, op. 39, Malcolm Arnold
- Quartet d'oboes, op. 61 (1957), Malcolm Arnold
- Sonatina per a oboè i piano, op. 28, Malcolm Arnold
- Quintet per a oboè i corda, Arnold Bax
- Quintet per a oboè i corda, Arthur Bliss[4]
- Sonata per a oboè i piano, York Bowen
- Sonata per a oboè i piano, Arnold Cooke[5]
- Tres peces per a oboè i piano, Thomas Dunhill
- Sol·loqui per a oboè, Edward Elgar
- Idil·li per a oboè i orquestra (1926), Harry Farjeon
- Interludi, op. 21, per a oboè i quartet de corda, Gerald Finzi
- Concert, Op. 45, pel seu germà Eugene Goossens
- Parfums de Nuits, tres miniatures per a oboè i orquestra (1922), Hyam Greenbaum[1]
- Sonata per a oboè i piano, Herbert Howells
- Quartet per a oboè i corda, Gordon Jacob
- Suite francesa per a oboè i piano, Alan Richardson